# Croscore fonts
Las tipografías Chrome OS, también conocidas como Croscore fonts, son una colección de familias tipográficas TrueType: Arimo (sans-serif), Tinos (serif) y Cousine (monoespaciada). Son métricamente compatibles con las creadas por Monotype: Arial, Times New Roman, y Courier New, las familias más usadas en los sistemas Microsoft Windows, por lo que son reemplazos libres para estas. Google licencia estas fuentes bajo la licencia Apache License 2.0.
Fueron desarrolladas originalmente por Steve Matteson bajo el nombre de Ascender Sans y Ascender Serif, y también fueron las bases de la familia Liberation, licenciada por Red Hat bajo otra licencia de código abierto. En julio de 2012, la versión 2.0 de la familia Liberation, basada en la familia Croscore, fue liberada bajo la SIL Open Font License. La familia también está disponible en el repositorio de la tipografía Noto en Github.

## Tipografías Croscore Extra

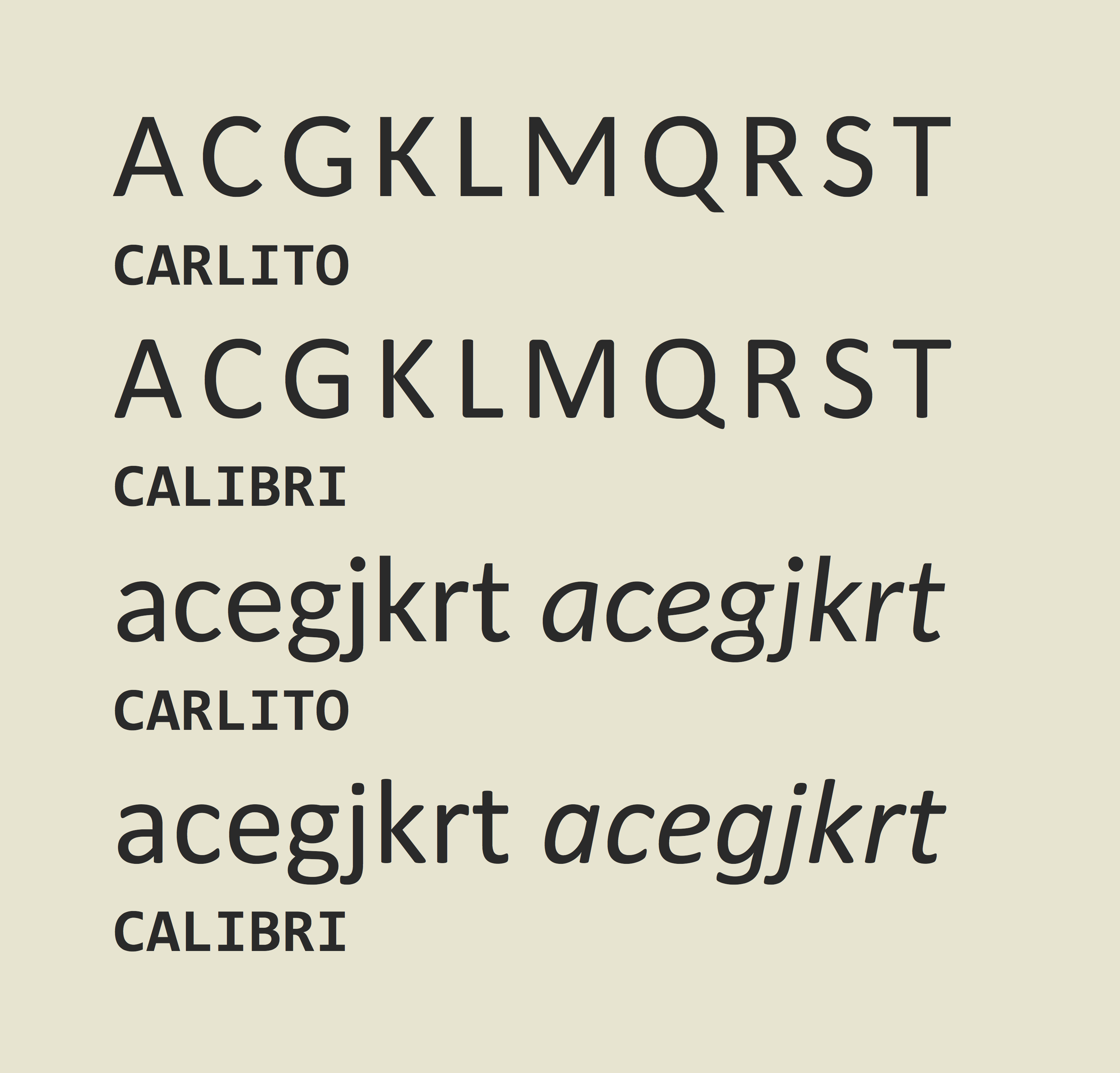
Comparación entre Calibri y Carlito en algunos de los glifos más diferenciados.

En 2013, Google lanzó un paquete Crosextra adicional (Chrome OS Extra), figurando Carlito (compatible con Calibri) y Caladea (compatible con Cambria). Estas dos tipografías son, respectivamente, versiones ajustadas métricamente de Lato and Cambo, ambas disponibles en Google Fonts.